# Сутла
Су́тла, Со́тла (хорв. Sutla, словен. Sotla) — река в Хорватии и Словении, левый приток Савы. Длина реки — 90 км, площадь водосборного бассейна — 581 км³.
Практически на всём своём протяжении, от истока до впадения в Саву река образует собой границу между Хорватией и Словенией. Исток реки находится в холмистой местности к югу от Птуя. В верхнем течении до небольшого города Рогатец (на словенской стороне) генеральное направление на запад, после Рогатеца поворачивает на юг. Русло извилистое, на берегах есть источники минеральной воды. В среднем течении в районе деревень Загорска-Села (Хорватия) и Подчетртек (Словения) создана туристическая зона «Сутла — долина источников здоровья» (хорв. Sutla-dolina izvora zdravlja).
Сутла впадает в Саву в 5 километрах к западу от города Запрешич. На всём протяжении не судоходна. Мониторинг гидродологических параметров реки осуществляется в хорватской деревне Зеленьяк.